# Емануил Скундрис
Емануил (Манолис) Скундрис (на гръцки: Εμμανουήλ (Μανώλης) Σκουνδρής или Σκουντρής) е гръцки офицер, андартски капитан, деец на гръцката въоръжена пропаганда в Македония.

## Биография
Емануил Скундрис е роден в Аделе на остров Крит. Влиза в редиците на гръцката пропаганда в Македония през 1904 година с четата на Евтимиос Каудис. Взима участие в боевете в района на Костенарията и е леко ранен в Битката при Ощима с четата на Митре Влаха на 14 септември 1904 година, в която обграден в една къща успява да избяга, убивайки няколко българи и една жена.
По-късно действа под командването на Георгиос Катехакис в района на Негуш, Бер, Воден и Мъглен. По-късно оглавява самостоятелна чета от 148 души. През 1906 година под негово ръководство действа гъркоманският капитан Иван Димитров. Сътрудничи и с друг гъркомански капитан – Павел Киров.

## Галерия
- Четата на Скундрис заедно с мирни граждани, вероятно след Младотурската революция
- Четата на Скундрис